# Harjosari (Sukajadi)
Harjosari is een bestuurslaag in het regentschap Pekanbaru van de provincie Riau, Indonesië. Harjosari telt 5826 inwoners (volkstelling 2010).